# Tony McCarroll
Anthony McCarroll, detto Tony (Levenshulme, 4 giugno 1971), è un batterista inglese. Ha fatto parte della band inglese Oasis, di cui è stato tra i fondatori.

## Biografia
Nato a Levenshulme, nell'area urbana di Manchester, primo di tre figli maschi di una coppia di immigrati irlandesi, Tony e Bridie McCarroll, cresce in un ambiente vicino alla musica e all'età di cinque anni inizia a suonare la batteria. Entra nella sua prima band, i Rain, nel 1989. Inizialmente la band era composta da lui alla batteria, Paul Arthurs alla chitarra, Paul McGuigan al basso e Chris Hutton alla voce. Quando questi lasciò la band l'anno dopo, Paul McGuigan decise di sostituirlo con il suo compagno di scuola Liam Gallagher e il gruppo cambiò nome in Oasis. Nel 1991 entrò nella band anche Noel, fratello maggiore di Liam.
Nel 1995 viene allontanato dalla band e al suo posto subentra Alan White. In un comunicato Noel spiegherà di non aver allontanato Tony per motivi personali, ma di averlo fatto per motivi tecnici. Nel 1999 Tony McCarroll vince una causa intentata contro gli Oasis, venendo ricompensato con la quota delle royalties per gli album nei quali non aveva suonato dopo essere stato cacciato dal gruppo, intascando così 600000 sterline. Attualmente è proprietario insieme a un amico di una sala prove a Manchester, chiamata Potential House, dove offre tariffe speciali alle band locali. Inoltre con i fratelli Ged e Hadi ha formato un gruppo, i Raika.
Il 4 ottobre 2010 è uscito il suo primo libro, Oasis The Truth - My Life as Oasis's drummer, un'autobiografia edita dalla John Blake Publishing, in cui McCarroll ricorda gli anni trascorsi con la band e il suo controverso allontanamento dal gruppo voluto da Noel Gallagher.

## Opere
- Oasis the Truth: My Life as Oasis Drummer, John Blake, 2010, ISBN 978-1-84358-499-5.